# Palais Rohan
Het Palais Rohan is een paleis in de Franse stad Bordeaux waarin tegenwoordig het stadhuis gevestigd is. Het paleis bevindt zich aan de Place Pey Berland, tegenover de kathedraal van de stad.
Door de geschiedenis heen heeft het gebouw vele functies gehad. In 1771 is het gebouwd voor aartsbisschop van Bordeaux Ferdinand Maximilien Mériadec de Rohan. Tot de Franse Revolutie was het de residentie van de aartsbisschoppen van de stad, waarna het in 1791 het revolutionnaire tribunaal zou huisvesten. Achtereenvolgens werd het in 1801 de zetel van de prefectuur, in 1808 een keizerlijk paleis van Napoleon I, in 1815 een koninklijk paleis van Lodewijk XVIII om uiteindelijk in 1835 het stadhuis van Bordeaux te worden.
- Virtual International Authority File: 241910865